# Maldives National Defence Force
La Maldives National Defence Force (MNDF, in italiano: forza di difesa nazionale della Maldive) è l'organizzazione di sicurezza combinata responsabile della difesa della sicurezza e della sovranità delle Maldive, con il compito primario di essere responsabile per la partecipazione a tutte le esigenze di sicurezza interna ed esterna delle Maldive, compresa la protezione della zona economica esclusiva (ZEE) e il mantenimento della pace e della sicurezza.

## Storia

### Origine della Security Force
Hagubeykalun la prima nota di riferimento ai difensori delle Maldive risale prima del regno del sultano Al-Gazi Mohamed Thakurufaan. Qui i tre portatori di alto ufficio designato come Maafaiy, Faamuladheyri, e Dhaharaadha furono responsabili dell'organizzazione della sicurezza del paese.
Il sultano Al-Gazi Mohamed Thakurufaan riorganizzò la forza di sicurezza esistente in quel momento e nominò un "Dhoshimeynaa Wazir" (un Ministro) come capo della forza di sicurezza.
L'origine della forza di sicurezza attuale può essere fatta dalle iniziative del Sultano Ibrahim Nooraddeen Iskandhar, che regnò dal 1888 al 1892. Il Sultano venne colpito da un gruppo di giovani uomini che si esercitavano nella marcia mentre erano al Palazzo dei Sultani per imparare una forma tradizionale di arti marziali. Il sultano diede la sua benedizione alla nuova esercitazione e facilitò la loro formazione. Il gruppo di uomini, da allora in poi, cominciò ad accompagnare il Sultano nelle sue processioni cerimoniali.
Durante il breve regno del sultano Ibrahim Nooraddeen Iskandhar, si arruolarono giovani selezionati e gli s'insegnava l'Hevikan (una forma maldiviana di arti marziali) e li si faceva partecipare a cerimonie reali. Il 21 aprile del 1892 venne istituita, con un decreto reale, una nuova forza di sicurezza. Il sultano divenne il Comandante in capo della forza di sicurezza. Questa nuova forza venne autorizzata a portare armi e il Palazzo gli concesse privilegi speciali.

### Evoluzione della Security Force
Dal momento dell'istituzione di una forza di sicurezza, essa servì come forza combinata ad eccezione di due brevi periodi. Una forza di polizia venne costituita il 29 marzo 1933, durante il regno del sultano Mohamed Shamsuddeen III, ma venne presto sciolta. La polizia venne ripristinata il 13 marzo 1972 come arma della forza di sicurezza, che venne poi conosciuta come Guardie Nazionali, operante sotto il Ministero della Pubblica Sicurezza.
Il 10 gennaio 1979, dopo anni di evoluzione e di progresso, il Ministero della Pubblica Sicurezza e le Guardie Nazionali vennero rinominati come il Ministero della Difesa e della Sicurezza Nazionale e Servizio di Sicurezza Nazionale (NSS), rispettivamente. La polizia rimase come parte integrante di esso fino a quando venne dichiarata corpo civile sotto il Ministero degli Affari Interni e rinominata come Servizio di Polizia delle Maldive il 1º settembre 2004.
Il Servizio di Sicurezza Nazionale (NSS) rimase una forza multifunzionale, direttamente sotto il comando, la direzione e la supervisione del Ministro della Difesa e della Sicurezza Nazionale. Il presidente era il comandante in capo della NSS, e il ministro della Difesa e della Sicurezza Nazionale era il Vice Comandante in Capo.

### Maldives National Defence Force
Con la separazione della polizia come corpo civile, fu necessario rivedere la missione e i compiti del SSN. Questa revisione prevedeva una piega completamente diversa per l'organizzazione. Quindi, per effettuare la missione e i nuovi compiti derivati, il nucleo della sua struttura dovette essere modificato e ridisegnato. Tutte queste nuove implementazioni crearono più di una organizzazione di fanteria e venne ribattezzato Maldives National Defence Force (MNDF), nel suo 114º anniversario, il 21 aprile 2006, dal presidente Maumoon Abdul Gayoom.

## Struttura organizzativa

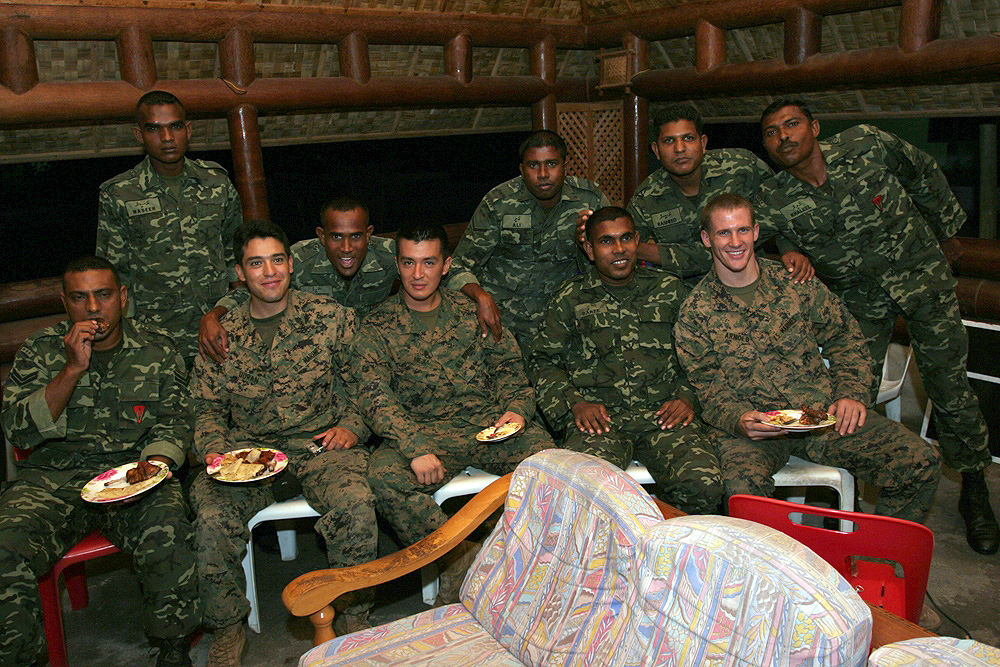
Soldati delle Maldive della 20ª Special Task Force, condividono il cibo e la musica con i marines e i marinai statunitensi del Combat Logistics Battalion 11 e del Battalion Landing Team 1st Battalion

### Guardia Costiera
Le Maldive sono una nazione legata all'acqua con gran parte dei problemi di sicurezza che si trovano in mare. Quasi il 90% del paese è coperto dal mare e il restante 10% è terra sparsa su una superficie di 415 km x 120 km, con la più grande isola (complessivamente 1.192 isole) che non può essere superiore a 8 km². La posizione geografica e la formazione del paese offrono le condizioni ideali per i contrabbandieri di svolgere le loro attività tenendo le Maldive come un percorso segreto per le loro destinazioni.
Pertanto, i compiti assegnati alla MNDF di mantenere una sorveglianza sulle acque e della protezione contro il bracconaggio degli intrusi stranieri nelle acque della ZEE e territoriali sono compiti immensi da entrambi i punti di vista, logistico ed economico. Quindi, per l'esecuzione di tali funzioni, è la Guardia Costiera che svolge un ruolo fondamentale. Per garantire la sicurezza tempestiva, le sue motovedette sono di stanza in vari quartier generali regionali della MNDF.
La Guardia Costiera viene assegnata anche a rispondere alle chiamate di soccorso marittimo e a condurre operazioni di ricerca e soccorso in modo tempestivo. Le esercitazioni di controllo dell'inquinamento marittimo sono condotte regolarmente su base annuale per la familiarizzazione e la gestione di tali situazioni di pericolo.
La Guardia Costiera si impegna anche nel trasporto marittimo delle truppe dell'esercito e di equipaggiamenti militari in tutto il paese.
Compiti:
- La protezione delle acque territoriali, della ZEE, e dell'ambiente marino.
- Le operazioni di ricerca e salvataggio e di operazioni di salvataggio.
- Applica il diritto marittimo.
- Protezione VIP e Convogli.
- Sorveglianza Costiera.

### Marine Corps
Il Marine Corps (precedentemente noto come Forza di Reazione Rapida) è stabilito in vari punti strategici e zone vulnerabili per migliorare la proiezione della forza per fornire i propri servizi in tutto il paese. Il Marine Corp è composto da Unità di Schieramento Marine (MDU).

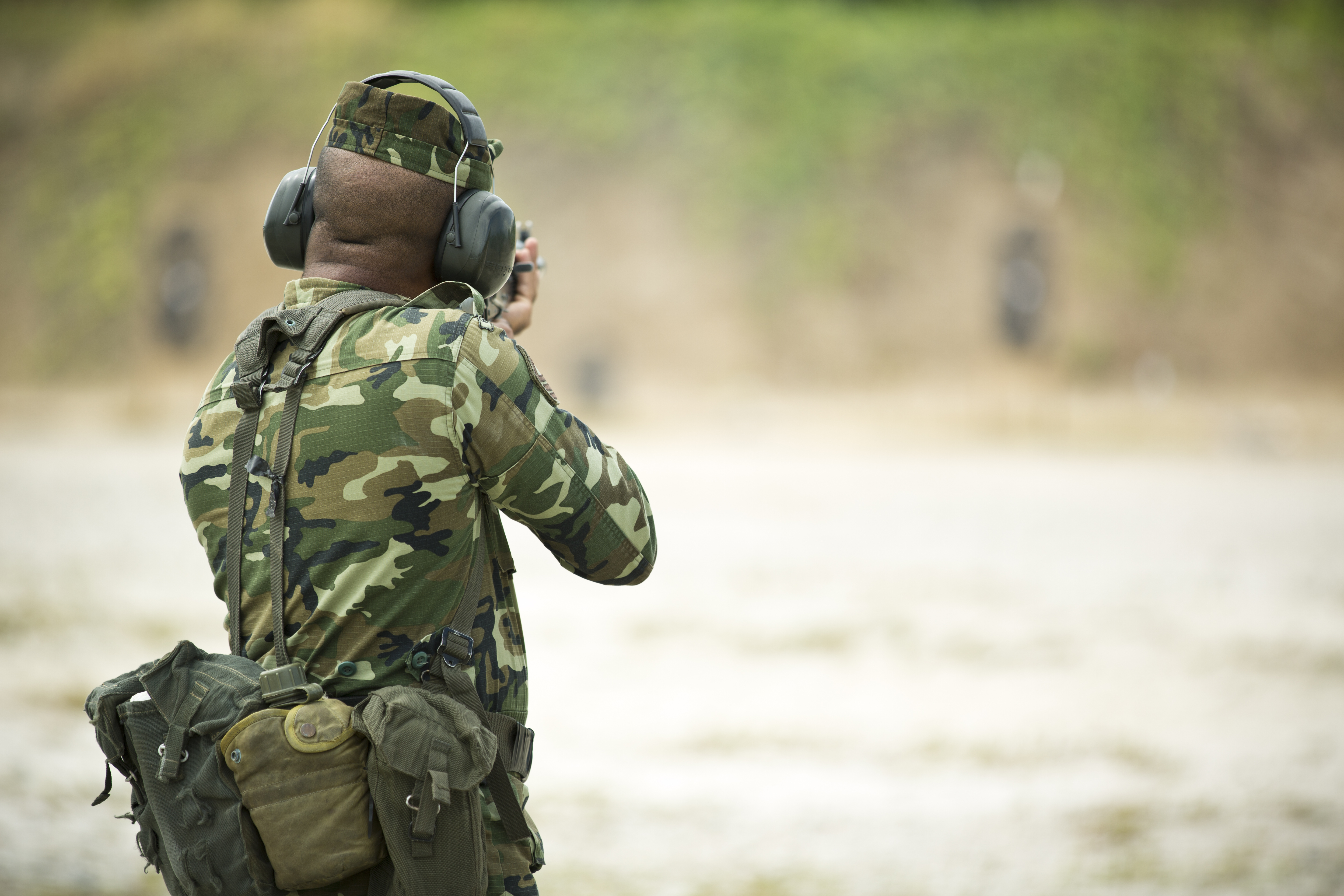
Un membro del servizio delle Maldive spara con il suo fucile durante una qualifica di fucile annuale sull'isola di Girifushi, Maldive

Essi sono schierati al fine di mantenere la sicurezza nelle loro aree chiave di responsabilità e la loro condotta operativa comporta;
- Assistenza alla Guardia Costiera in operazioni marittime.
- Assistenza alle autorità civili in tempi di crisi.
- Operazioni di ricerca e salvataggio.
- Fornire guardie KP.
- Operazioni di combattimento di assicurazione.
- Condurre controguerriglia.
- Eseguire operazioni di lotta al terrorismo.

Il Marine Corps è spesso assegnato in missioni non di combattimento come la fornitura di operazioni di assistenza e di soccorso umanitario.

### Special Forces
Le Special Forces (SF) sono le unità di combattimento d'élite della MNDF. Sono addestrati a svolgere i propri compiti in tutte le condizioni in qualsiasi momento, in qualsiasi parte del paese. In particolare il loro coinvolgimento è disponibile in situazioni in cui è impedito alle forze regolari di fanteria.
Gli elitisti delle Special Forces sono specializzati nella realizzazione della guerra non convenzionale, nella lotta al terrorismo, nella controguerriglia, nelle operazioni di liberazione di ostaggi. Le SF sono state recentemente inaugurate dall'ex presidente e comandante in capo Mohamed Nasheed nel corso di una cerimonia speciale tenutasi il 27 febbraio 2009.

### Service Corps
Le unità di supporto assumono il ruolo di armi di supporto negli eserciti moderni. Essi sono principalmente responsabili di agevolare le attrezzature e i servizi necessari per l'intera organizzazione.
I servizi di assistenza sono la spina dorsale della MNDF. Dai primissimi giorni, una qualche forma di un elemento di supporto esiste nell'ambito della MNDF. Nel corso degli anni, i servizi di supporto si sono sviluppati per soddisfare le mutevoli esigenze e le richieste della MNDF. Come parte dello sviluppo della MNDF, sono addestrati professionisti in campi altamente specializzati per le operazioni più fluide ed efficienti nel completamento delle missioni e compiti affidati.

#### Communication, Electronics and Information Technology Service
Il Communication, Electronics and Information Technology Service (CEITS) si rivolge a tutte le esigenze di comunicazione connesse della MNDF. Questo include anche la manutenzione e la riparazione delle apparecchiature di comunicazione. Insieme all'assistenza di comunicazione, ha anche il compito di attuare e monitorare i bisogni informatici dell'organizzazione.

#### Transport Service
Il Transport Service (TS) fornisce trasporto terrestre e marino, che sono di vitale importanza per la mobilità rapida ed efficiente della MNDF. Essendo una nazione legata al mare e un'isola dispersa, gran parte della rete di comunicazione dipende dal trasporto adeguato.
Il TS soddisfa le esigenze di trasporto dell'organizzazione nel suo complesso. Alcune unità della MNDF hanno i loro propri modi indipendenti di trasporto, ma a quelle unità che non possiedono mezzi di trasporto indipendenti e per il trasporto carico l'enorme coinvolgimento del TS è di vitale importanza.

#### Quarter Master Service
L'emissione di elementi Q e la fornitura di tutti gli alimenti e razioni requisite dalla MNDF sono le principali preoccupazioni di questa unità. La maggior parte di questi servizi sono forniti dalla MNDF contraendo fuori per il settore privato. Pertanto, per rendere i contratti necessari con le parti interessate e il monitoraggio e il controllo del servizio offerto è una responsabilità del QMS.
Sottounità:
- Catering Service
- Uniform Section

#### Band and Music Wing
Dalla stessa nascita della forza di sicurezza, venne istituita una forma di distacco cerimoniale per accompagnare il Sultano nelle sue processioni cerimoniali. Questa banda cerimoniale si è trasformata in una banda moderna di tamburi e trombe di ottone. BMW partecipa alle sfilate cerimoniali e in tutte le MNDF e a livello nazionale cerimonie.

#### Altre unità di supporto
- Ordnance Service (OS)[11]
- Media and Publishing Service (MPS)[12]
- Supply Unit (SU)[13]
- Explosive Ordnance Disposal (EOD)

### Corps of Engineers

#### Military Engineering Service
La funzione principale del Military Engineering Service (MES) è quella di progettare e costruire tutti i nuovi edifici della MNDF e di mantenere l'infrastruttura esistente della MNDF. Oggi gli uomini e le donne abili del MES hanno il potenziale per fare tutto ciò che riguarda la costruzione di edifici dalla sua fase di progettazione per il completamento della costruzione.

#### Electrical and Mechanical Engineers
L'Electrical and Mechanical Engineers (EME) si occupa di ogni aspetto relativo alla riparazione, alla manutenzione, alla modifica, alla produzione di pezzi di ricambio, e alle apparecchiature elettriche e meccaniche della MNDF. Oltre a questo vi sono anche il diritto per l'ingegneria navale, il fibre glassing, la climatizzazione, la produzione di varie strutture metalliche e per apportare modifiche necessarie alle armi usate nella MNDF. Hanno il potere di controllare qualsiasi elemento in qualsiasi momento che è affidato a qualsiasi unità della MNDF.

### Special Protection Group
Lo Special Protection Group (SPG) anche impegna tutte queste responsabilità, ma la loro missione primaria resta di proteggere e salvaguardare il Capo dello Stato, così come i dignitari in visita.
Questa unità venne formalmente istituita subito dopo l'incidente del 3 novembre 1988. In un primo momento erano conosciuti come Guardie Speciali con un gruppo di soldati della MNDF ben addestrati. Dato che i compiti e la missione delle forze si ampliarono, il gruppo venne rinominato Special Protection Group (SPG).

### Military Police
L'articolo 43 della legge n. 1/2008 della Legge sulle Forze Armate stabilisce che il Ministro deve stabilire la polizia militare all'interno delle Forze Armate che sarà responsabile per le indagini riguardanti i reati commessi da membri delle Forze Armate, la ricerca di diversi problemi che sorgono all'interno delle Forze Armate e l'adozione delle misure necessarie a tali questioni, il mantenimento della sicurezza dei centri delle Forze Armate e delle attività svolte dalle Forze Armate, il posizionamento degli uomini di servizio che disertano dai loro doveri, e l'amministrazione di tutte le questioni relative ai prigionieri catturati in tempo di guerra.
L'esistenza della Polizia Militare (MP) all'interno delle Forze Armate è molto cruciale per l'attuazione della disciplina militare nelle Forze Armate ed alla disciplina e allo svolgimento di membri delle Forze Armate. È per questo motivo che il ministro della Difesa istituì la Polizia Militare all'interno della Maldives National Defence Force (MNDF) come richiesto dalla legge militare.
La Polizia Militare attuerà le leggi e i regolamenti militari in situazioni normali e in situazioni operative, e svolgerà anche funzioni di rappresentanza loro assegnate.
L'istituzione di una Polizia Militare nella MNDF migliorerà ulteriormente l'applicazione della legge, e permetterà ai membri delle Forze Armate di migliorare il loro rispetto dei diritti umani e la loro affidabilità nel loro servizio nazionale.
Armi: la Maldives Military Police consiste di 6 armi principali. Esse sono;
- Quartier Generale
- Applicazione della Legge
- Investigazione
- Detenzione
- Supporto di Sicurezza
- Doveri Cerimoniali

### Air Wing

Coccarda del Maldives Air Wing

Il mandato del MNDF Air Wing sarà quello di proteggere e salvaguardare lo spazio aereo delle Maldive, monitorare le attività illegali e sospette nelle acque delle Maldive e condurre operazioni di ricerca, salvataggio e sorveglianza. Inoltre, l'Air Wing sarebbe responsabile nel trasferire pazienti ai centri sanitari in casi di emergenza. In futuro, l'Air Wing verrà utilizzato nel prendere le Forze Speciali in tutto il paese per contrastare gli attacchi terroristici all'interno dell'area.

### Mezzi Aerei
Sezione aggiornata annualmente in base al World Air Force di Flightglobal del corrente anno. Tale dossier non contempla UAV, aerei da trasporto VIP ed eventuali incidenti accorsi durante l'anno della sua pubblicazione. Modifiche giornaliere o mensili che potrebbero portare a discordanze nel tipo di modelli in servizio e nel loro numero rispetto a WAF, vengono apportate in base a siti specializzati, periodici mensili e bimestrali. Tali modifiche vengono apportate onde rendere quanto più aggiornata la tabella.
| Aeromobile                           | Origine  | Tipo                              | Versione (denominazione locale) | In servizio (2024) | Note | Immagine |
| Aerei per impieghi speciali          |          |                                   |                                 |                    | |          |
| Dornier Do 228                       | Germania | aereo da pattugliamento marittimo | Do. 228-212MPA                  | 1                  | 1 Do. 228-212MPA consegnato nel 2017.                                                                              |          |
| Aeromobili a pilotaggio remoto - UAV |          |                                   |                                 |                    | |          |
| Baykar Bayraktar TB2                 | Turchia  | UAV                               | TB2                             | 7/10?              | Un numero imprecisato di Bayraktar TB2 ordinati (forse 7/10), i primi esemplari dei quali consegnati a marzo 2024. |          |
| Elicotteri                           |          |                                   |                                 |                    | |          |
| HAL Dhruv                            | India    | elicottero utility                | Dhruv Mk.3                      | 2                  | 2 Dhruv Mk.3 consegnati rispettivamente, uno nel 2014, uno nel 2018.                                               |          |

### Defence Institute for Training and Education
Il Defence Institute for Training and Education (DITE) è l'unità officiante. I centri di formazione sono stabiliti per la formazione del personale MNDF dalle basi che portano alla formazione specializzata.
Inoltre, i soldati selezionati vengono formati in istituti di formazione all'estero e istituzioni in aree professionali accademiche, tecniche e di altro per migliorare la professionalità della MNDF. Le esercitazioni congiunte sono condotte regolarmente con altri paesi.
Compiti:
- Fornire formazione istituzionale.
- Realizzazione di formazione collettiva ed individuale.
- Condurre esercizi di addestramento.
- Attività di formazione di coordinamento di tutte le unità

Centri d'Addestramento:
- NCO Academy
- Officer Training Wing
- Marine Corps Training School
- Coast Guard Training School
- Fire and Rescue Training School

### Fire and Rescue Service
Il Fire and Rescue Service (FRS) assumono le responsabilità della fornitura dei servizi antincendio e di soccorso al pubblico. Attualmente, un servizio tempestivo è dato agli abitanti dell'isola capitale Mal'e e alle isole vicine.
Tuttavia, si stanno compiendo sforzi per rendere questo servizio pubblico. Già in tutto il paese le persone sono addestrate in abilità di combattimento del fuoco e sono stabilite comunità basate sul combattimento civile antincendio sotto le stazioni in varie regioni.
Compiti:
- Condurre operazioni di emergenza d'incendio.
- Eseguire operazioni di soccorso.
- Fornire una protezione alla proprietà.

### Medical Service
Il Medical Service (MS) è l'autorità competente per fornire assistenza medica agli uomini e alle donne della MNDF.
Il benessere del personale MNDF è sempre stato di fondamentale importanza fin dai primi giorni della creazione di una forza di sicurezza e una consolidata Clinica Medica venne alla luce nel 1992. Gli uomini e le donne addestrati del servizio medico sono tutto il giorno presso l'assistenza medica degli uomini e delle donne della MNDF. Non importa in terra o in mare, sono dove le truppe sono e forniscono un servizio tempestivo.
La prestazione medica speciale è fatta per quei pazienti con malattie che non possono essere curate o trattate alle Maldive, inviandoli all'estero per un ulteriore trattamento. Inoltre, le opportunità d'addestramento in campo medico saranno riservate ai candidati competenti, come e quando possibile.

### Area Commands
- Male' Area
- Northern Area
- Central Area
- Southern Area

### Servizi Non Militari
- Sifainge Cooperative (SIFCO)
- Sifainge Family Association (SIFAMA)
- Sifainge Welfare Company
- Maldives Military Veterans (MalVets)
- Dhivehi Sifainge Club (DSC)

## Reclutamento
Il numero di reclute ogni anno è predeterminato dal Governo del Presidente e dal Ministero della Difesa e della Sicurezza Nazionale con l'assistenza del QG MNDF.
Quando gli annunci alla ricerca di potenziali reclute appaiono nei media, i candidati interessati possono inviare la loro "manifestazione di interesse" al Ministero della Difesa e della Sicurezza Nazionale.
Il Ministero della Difesa e della Sicurezza Nazionale comunicano il tempo e il luogo di colloquio per coloro che avevano manifestato il loro interesse. Coloro che non si qualificano agli attuali criteri di ingresso di base, tuttavia, non devono essere chiamati per un colloquio.
I Criteri di Base per l'Entrata nella Maldives National Defence Force:
- I candidati devono aver completato il livello ordinario GCE o di grado 10 (o una formazione professionale equivalente)
- Il candidato deve avere un'altezza minima di 5'5"(maschi) o 5'3" (femmine)
- Il candidato deve essere compresa tra i 18 e i 28 anni di età
- Il candidato non dovrebbe avere tutti i record di polizia negli ultimi cinque anni
- Il candidato non deve essere iscritto in un partito politico

## Gradi militari
Il sistema di classificazione della MNDF si basa sul tradizionale sistema militare britannico e sul sistema militare degli Stati Uniti. Il grado più alto mai assegnato era quello di tenente generale, titolo non militare del precedente ministro della Difesa Abdul Sattar, anche se il presidente, che è il Comandante in Capo, detiene anche il rango di generale a titolo non militare.

### Corpo Ufficiali
- Generale
- Tenente Generale
- Maggiore Generale
- Brigadiere Generale
- Colonnello
- Tenente Colonnello
- Maggiore
- Capitano
- Primo Tenente
- Tenente

### Corpo Warrant Officer
- Chief Warrant Officer
- Warrant Officer Grade 4
- Warrant Officer Grade 3
- Warrant Officer Grade 2
- Warrant Officer Grade 1

### Corpo Sottufficiali
- Sergente Maggiore della MNDF
- Sergente Maggiore di Comando
- Sergente Maggiore
- Primo Sergente
- Sergeant First Class
- Staff Sergeant
- Sergente
- Caporale
- Lancia Spezzata
- Privato

## Medaglie & Nastri

### Medaglie
- Medaglia d'Onore
- Medaglia Presidenziale
- Medaglia della MNDF
- Distinguished Service Medal
- Medaglia di Buona Condotta
- Medaglia al valore eccezionale
- Dedicated Service Medal
- Medaglia al valore
- Cuore di Porpora
- Medaglia al Lungo Servizio
- Medaglia d'oro al salvataggio
- Medaglia d'argento al salvataggio
- Medaglia del 3 novembre
- Medaglia del Centenario

### Nastri
- Nastro Presidenziale
- Nastro della MNDF
- Nastro al Lungo Servizio
- Nastro d'Abilità
- Dedicated Service Ribbon
- Special Duty Ribbon
- Achievement Ribbon
- Marksmanship Ribbon
- Nastro al Valore
- Nastro di Buona Condotta

## Ufficiali Generali

### Ufficiali Generali di Servizio
- Maggiore Generale Ahmed Shiyam - Capo della Defence Force[26]
- Brigadiere Generale Ahmed Shahid - Vice Capo della Defence Force[26]
- Brigadiere Generale Zakariyya Mansoor - Comandante; Comando di Sicurezza dell'Aviazione e Direttore Generale del Controterrorismo; Ministero della Difesa e della Sicurezza Nazionale
- Brigadiere Generale Ali Zuhair - Comandante; Marine Corps e Comandante; Male' Area

### Ufficiali Generali in pensione
- Tenente Generale Ambaree Abdul Sattar[nota 1] (Capo della Defence Force dal 21 aprile 1992 al 1 gennaio 1996)
- Maggiore Generale Mohamed Zahir (Capo della Defence Force dal 1 gennaio 1996 al 18 novembre 2008)
- Maggiore Generale Adam Zahir[nota 2]
- Maggiore Generale Moosa Ali Jaleel[nota 3] (Capo della Defence Force dal 18 novembre 2008 al 7 febbraio 2012)
- Brigadiere Generale Ahmed Naeem Mohamed
- Brigadiere Generale Farhath Shaheer
- Brigadiere Generale Ibrahim Mohamed Didi
- Brigadiere Generale Ahmed Mohamed

### Ufficiali Generali dimessi
- Brigadiere Generale Abdulla Shamaal[nota 4]
- Colonnello Ahmed Nilam[nota 5]

Note:
1. ↑  Ambaree Abdul Sattar è l'unica persona ad aver tenuto il grado di Tenente Generale e serviva anche come Ministro di Stato della Difesa e della Sicurezza Nazionale.
2. ↑  Commissario della polizia (RTD). Adam Zahir ebbe il grado di maggiore generale dal 29 aprile 2004 al 1 settembre 2004 prima della nomina a Commissario del Maldives Police Service.
3. ↑  Moosa Ali Jaleel è l'unica persona che ha servito sia come Ministro della Difesa e della Sicurezza Nazionale che come Capo della Defence Force.
4. ↑  Il Brigadiere Generale Abdulla Shamaal venne respinto dal servizio per aver propagandato discordia tra le file della MNDF.
5. ↑  Il colonnello Ahmed Nilam aveva il grado di brigadiere generale, venne prima retrocesso e poi respinto dal servizio. Venne licenziato per non aver agito in base alla responsabilità, alla condotta e alle regole della MNDF.